# Maihöhe-Rhinow-Apparat
Der Maihöhe-Rhinow-Apparat, auch Zusammenklappbarer Flugapparat von 14 m² Tragefläche oder Modell 93 genannt, war ein Gleiter der von Otto Lilienthal entwickelt wurde. Als neuartiges Sportgerät wurde er bis zur Kleinserienreife, dem sogenannten Normalsegelapparat, weiterentwickelt.

## Der Name

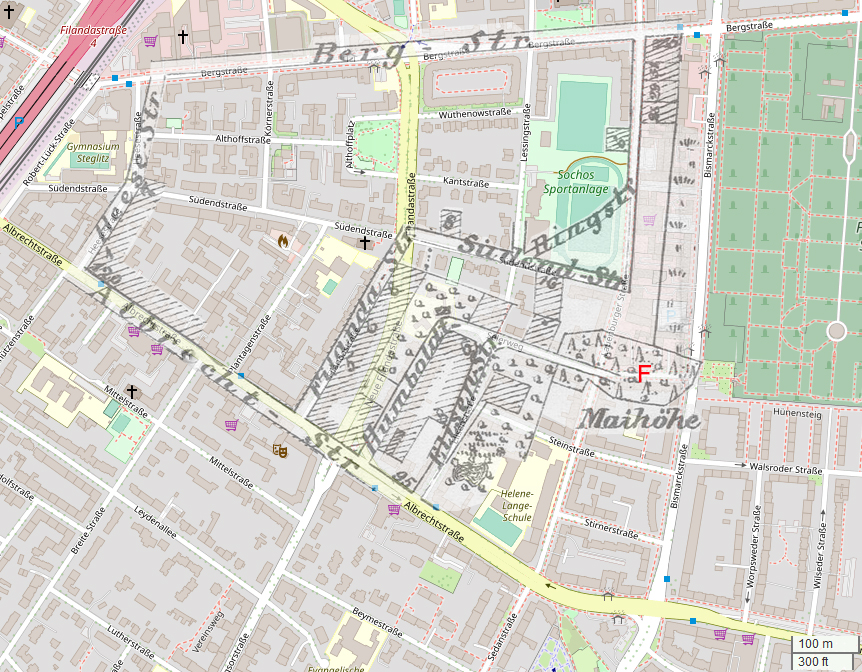
Maihöhe in Steglitz, heute überbaut

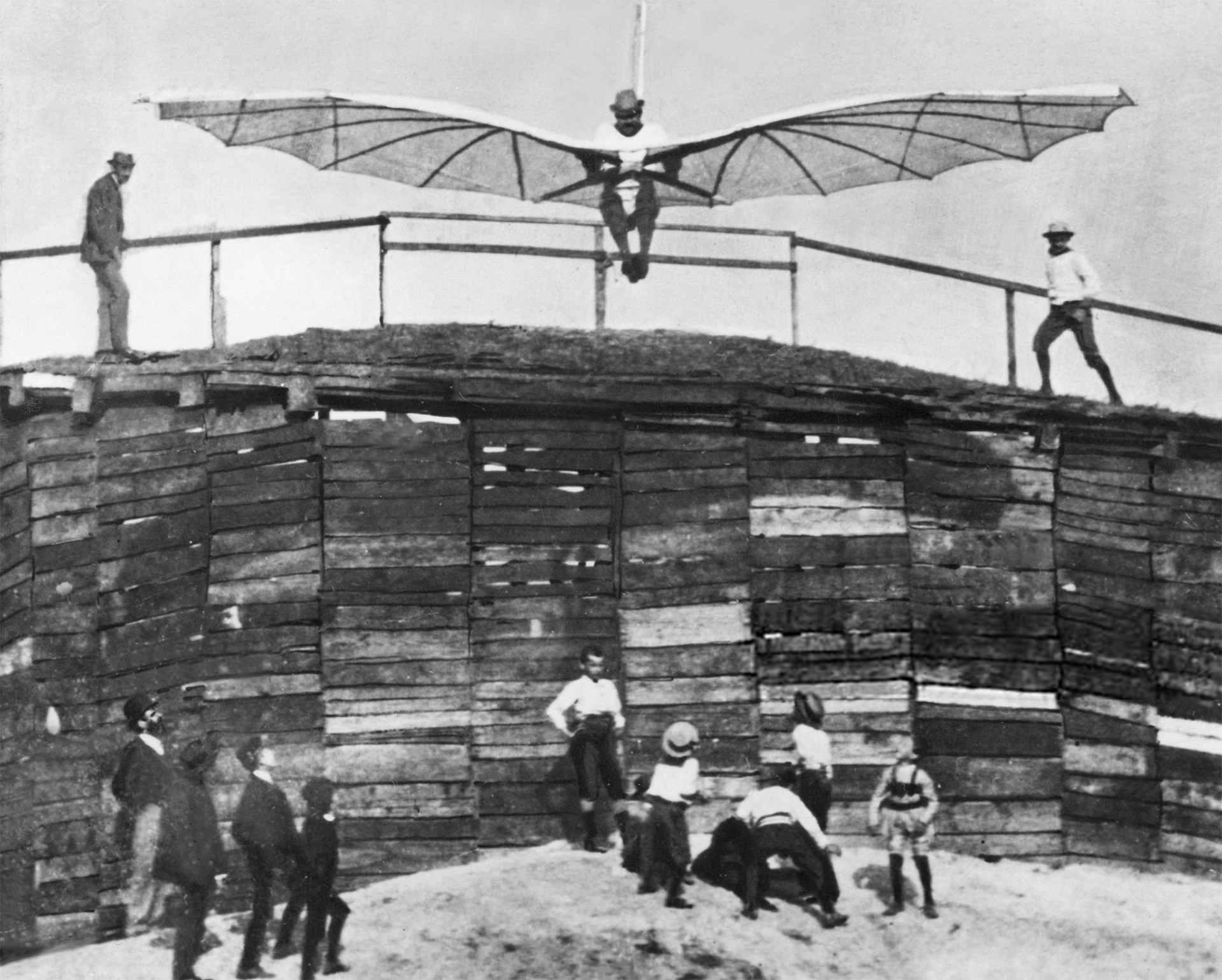
Start Otto Lilienthals an der Maihöhe in Berlin-Steglitz, 1893

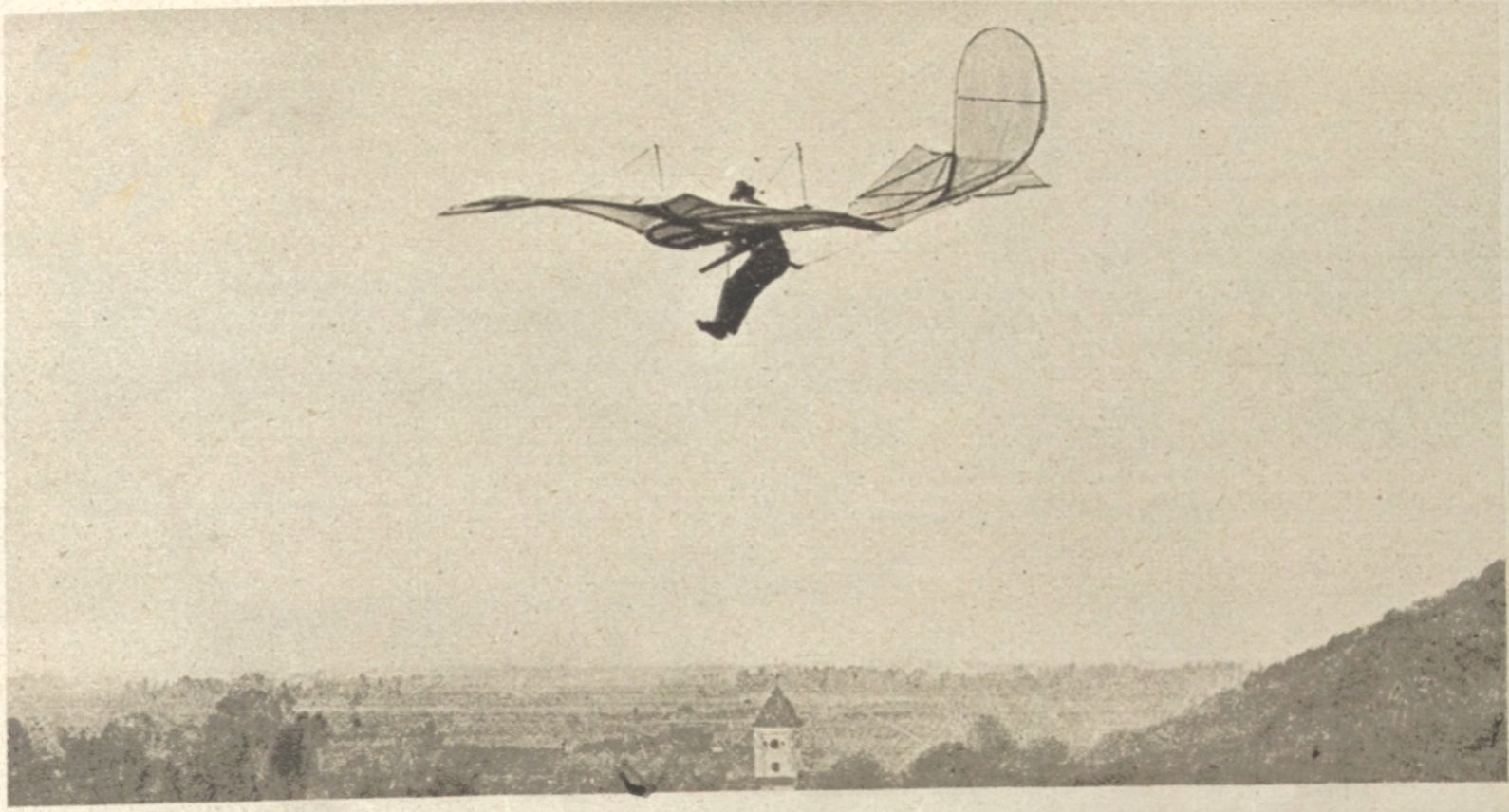
Gleitflug Lilienthals vom Gollenberg vor der Kulisse der Stadtkirche Rhinow, 1893

Der Flugapparat erhielt seinen ersten Namen von der Maihöhe in Berlin-Steglitz (Lage), wo die ersten Flugversuche im Jahre 1893 stattfanden und der Stadt Rhinow im Landkreis Havelland in Brandenburg, circa 45 Kilometer von Berlin. Auf der Maihöhe hatte Lilienthal ein Übungsgelände mit Absprungturm aufgebaut, wo er Weiten von 50 Metern flog und fand in Rhinow eine 109,2 Meter hohe Anhöhe, den Gollenberg (Lage), mit idealem Flugfeld, wo er Flugweiten bis zu 250 Metern mit seinem Apparat erreichte.
Die erstmalige Patentanmeldung des Gleitfliegers erfolgte am Jahre 3. September 1893 (Reichspatent Nr. 77916). Von 1894 bis 1896 produzierte die Berliner Maschinenfabrik Otto Lilienthal circa 9 Apparate, die im Verkauf 500 Mark kosteten.

## Technische Daten
- Flügelspannweite: 8 m (Vormodell), Flügelfläche: 10 m², noch starr
- Flügelspannweite: 6,6 bis 7 m (Normalmodell), Flügelfläche: 14 m², Masse: 20 kg, max. Flügeltiefe: 2,5 m, Länge: 4,35 m, zusammenklappbar
- zusammengelegt: 2,0 × 3,2 × 0,5 m[1]